# Liberation Transmission
Liberation Transmission – trzecia płyta walijskiej grupy Lostprophets wydana w roku 2006. Płyta ta została wyróżniona przez magazyn Kerrang! w kategorii najlepsza płyta 2006. Pochodzą z niej single Rooftops i Can't Catch Tomorrow.

## Utwory
1. Everyday Combat(ft. Sean Smith z The Blackout)
2. A Town Called Hypocrisy
3. The New Transmission
4. Rooftops (A Liberation Broadcast)
5. Can't Stop, Gotta Date With Hate
6. Can't Catch Tomorrow (Good Shoes Won't Save You This Time)
7. Everybody's Screaming!!!
8. Broken Hearts, Torn Up Letters and the Story of a Lonely Girl
9. 4: Am Forever
10. For All These Times Son, For All These Times
11. Heaven For The Weather, Hell For The Company
12. Always All Ways (Apologies, Glances and Messed Up Chances)